# Supercoppa italiana 2009
Supercoppa italiana 2009 byl dvacátý druhý ročník soutěže o trofej Supercoppa italiana, tedy o italský fotbalový Superpohár. Již počtvrté za sebou byl ve finále tým FC Inter Milán jakožto vítěz Serie A ze sezony 2008/09. Soupeř byl celek SS Lazio, který se ve stejné sezoně (tj. 2008/09) stal vítězem italského fotbalového poháru Coppa Italia.
Zápas se odehrál 8. srpna 2009 v čínském městě Peking na Pekingském národním stadionu. Zápas vyhrál a potřetí získal tuhle trofej klub SS Lazio.

## Detaily zápasu
| 8. srpen 2009 20:00 UTC+08:00 |        |                          |                                                                            |
| FC Inter Milán                | 1 – 2  | SS Lazio                 | Pekingský národní stadion, Peking diváci: 68 961 rozhodčí: Emidio Morganti |
| Eto'o 78'                     | Report | 63' Matuzalém 76' Rocchi | Pekingský národní stadion, Peking diváci: 68 961 rozhodčí: Emidio Morganti |

| FC Inter Milán | SS Lazio |

| G             | 12 | Júlio César       |     |     |
| D             | 13 | Maicon            | 91' |     |
| D             | 6  | Lúcio             |     |     |
| D             | 26 | Cristian Chivu    | 91' |     |
| D             | 4  | Javier Zanetti    |     |     |
| C             | 19 | Esteban Cambiasso |     |     |
| C             | 11 | Sulley Muntari    | 29' | 85' |
| C             | 8  | Thiago Motta      |     | 70' |
| C             | 5  | Dejan Stanković   |     | 70' |
| A             | 9  | Samuel Eto'o      |     |     |
| A             | 22 | Diego Milito      |     |     |
| Náhradníci:   |    |                   |     |     |
| G             | 1  | Francesco Toldo   |     |     |
| D             | 2  | Iván Córdoba      |     |     |
| C             | 7  | Ricardo Quaresma  |     |     |
| C             | 14 | Patrick Vieira    |     | 70' |
| C             | 30 | Mancini           |     |     |
| A             | 18 | David Suazo       |     | 85' |
| A             | 45 | Mario Balotelli   |     | 70' |
| Trenér:       |    |                   |     |     |
| José Mourinho |    |                   |     |     |

| G                 | 86 | Fernando Muslera        |     |     |
| D                 | 2  | Stephan Lichtsteiner    |     |     |
| D                 | 87 | Modibo Diakité          |     |     |
| D                 | 13 | Sebastiano Siviglia     |     |     |
| D                 | 11 | Aleksandar Kolarov      |     |     |
| C                 | 32 | Cristian Brocchi        |     |     |
| C                 | 33 | Roberto Baronio         |     | 53' |
| C                 | 5  | Stefano Mauri           |     | 80' |
| C                 | 8  | Matuzalém               | 30' |     |
| A                 | 10 | Mauro Zárate            |     |     |
| A                 | 9  | Tommaso Rocchi          |     | 72' |
| Náhradníci:       |    |                         |     |     |
| G                 | 1  | Albano Bizzarri         |     |     |
| D                 | 25 | Emílson Sánchez Cribari |     | 80' |
| D                 | 26 | Ștefan Radu             |     |     |
| C                 | 6  | Ousmane Dabo            |     | 53' |
| C                 | 7  | Eliseu                  |     |     |
| C                 | 17 | Pasquale Foggia         |     |     |
| A                 | 74 | Julio Ricardo Cruz      |     | 72' |
| Trenér:           |    |                         |     |     |
| Davide Ballardini |    |                         |     |     |